# علاقات إندونيسيا الخارجية
علاقات إندونيسيا الخارجية التزمت إندونيسيا بسياسة خارجية «حرة ونشطة»، تسعى إلى لعب دور في الشؤون الإقليمية بما يتناسب مع حجمها وموقعها ولكن تجنبت التورط في النزاعات بين القوى الكبرى. ابتعدت السياسة الخارجية الإندونيسية في ظل حكومة «النظام الجديد» للرئيس سوهارتو عن الموقف المعادي بشدة للغرب والمعادي لأميركا والذي تميز بالجزء الأخير من عصر سوكارنو. في أعقاب الإطاحة بسوهارتو في عام 1998 حافظت الحكومة الإندونيسية على الخطوط العريضة لسياسة سوهارتو الخارجية المستقلة المعتدلة. لم يمنع الانشغال بالمشاكل الداخلية الرؤساء المتعاقبين من السفر إلى الخارج.
توترت علاقات إندونيسيا مع المجتمع الدولي نتيجة لغزوها لتيمور الشرقية المجاورة في ديسمبر 1975، والاستفتاء على الاستقلال في عام 1999 والعنف الناتج عنه بعد ذلك. باعتبارها واحدة من الأعضاء المؤسسين لرابطة دول جنوب شرق آسيا (آسيان) التي تأسست في عام 1967، وكأكبر دولة في جنوب شرق آسيا، وضعت إندونيسيا الآسيان كحجر زاوية لسياستها الخارجية وتوقعاتها. بعد التحول من نظام سوهارتو إلى دولة منفتحة وديمقراطية نسبيًا في القرن الحادي والعشرين، تمارس إندونيسيا اليوم نفوذها لتعزيز التعاون والتنمية والديمقراطية والأمن والسلام والاستقرار في المنطقة من خلال قيادتها في الآسيان.
تمكنت إندونيسيا من لعب دور كصانع سلام في الصراع بين كمبوديا وتايلاند على معبد برياه فيهير. لعبت إندونيسيا وغيرها من الدول الأعضاء في رابطة أمم جنوب شرق آسيا بشكل جماعي أيضًا دورًا في تشجيع حكومة ميانمار على فتح نظامها السياسي وإدخال إصلاحات أخرى بسرعة أكبر.

## عضويات دولية كبيرة

### آسيان
حجر الزاوية في السياسة الخارجية المعاصرة لإندونيسيا هي مشاركتها في رابطة دول جنوب شرق آسيا (آسيان)، التي كانت عضوًا مؤسسًا لها في عام 1967 مع تايلاند وماليزيا وسنغافورة والفلبين. ومنذ ذلك الحين انضمت كل من بروناي وفيتنام ولاوس وبورما وكمبوديا إلى الآسيان. أثناء تنظيمها لتعزيز الأهداف الاقتصادية والاجتماعية والثقافية المشتركة اكتسبت الآسيان بعدًا أمنيًا بعد غزو فيتنام لكمبوديا عام 1979، توسع هذا الجانب من الآسيان مع إنشاء منتدى آسيان الإقليمي في عام 1994 والذي يضم 22 دولة، بما في ذلك الولايات المتحدة.
العاصمة الوطنية الإندونيسية جاكرتا هي أيضا مقر أمانة رابطة أمم جنوب شرق آسيا، وتقع في جالان سيسينجامانجاراجا رقم 70 أ كيبايوران بارو جنوب جاكرتا. بالإضافة إلى خدمة بعثاتها الدبلوماسية لإندونيسيا فإن عدد السفارات الأجنبية والبعثات الدبلوماسية في جاكرتا معتمد أيضًا لدى الآسيان. أدى مقر الرابطة إلى بروز جاكرتا كمركز دبلوماسي في جنوب شرق آسيا.
في أواخر تسعينيات القرن الماضي وحتى أوائل الألفينيات من القرن الماضي تسببت المشاكل الداخلية المستمرة لإندونيسيا في صرف انتباهها عن مسائل رابطة أمم جنوب شرق آسيا وبالتالي قللت من نفوذها داخل المنظمة. بعد التحول السياسي والاقتصادي من الاضطرابات في 1998 ريفأساسي إلى المجتمع المدني المنفتح والديمقراطي نسبيا مع النمو الاقتصادي السريع في العقد الثاني من القرن الحادي والعشرين، عادت إندونيسيا إلى المرحلة الدبلوماسية في المنطقة من خلال تولي دورها القيادي في رابطة أمم جنوب شرق آسيا في عام 2011. إندونيسيا ينظر إليها على أنها ذات وزن وشرعية دولية وجاذبية عالمية لجذب الدعم والانتباه من جميع أنحاء العالم إلى الآسيان. تعتقد إندونيسيا أن الرابطة يمكن أن تساهم بشكل إيجابي في المجتمع الدولي من خلال تعزيز التنمية الاقتصادية والتعاون وتحسين الأمن والسلام واستقرار الآسيان، وجعل منطقة جنوب شرق آسيا بعيدة عن النزاعات.
إن العلاقات الثنائية بين إندونيسيا وثلاثة أعضاء من دول الجوار هي ماليزيا وسنغافورة وفيتنام لا تخلو من التحديات. إذا لم تتم إدارتها بشكل مناسب فسيؤدي ذلك إلى عدم الثقة والشك المتبادلين، مما يعوق التعاون الثنائي والإقليمي. في عصر إندونيسيا الصاعدة والتي قد تؤكد دورها القيادي داخل الرابطة يمكن أن تصبح المشكلة أكثر أهمية. وينبغي اعتبار صعود إندونيسيا بمعنى التفاؤل. أولاً، على الرغم من أن إندونيسيا من المحتمل أن تصبح حازمة إلا أن النغمة العامة لسياستها الخارجية هي في الأساس ليبرالية ومستعدة لكل الظروف. لعب توطيد الحكومة الديمقراطية الإندونيسية دورًا رئيسيًا ونفوذًا في الآسيان. ستعمل الشبكة المؤسسية الثانية لرابطة أمم جنوب شرق آسيا على الحفاظ على الارتباطات والاجتماعات المنتظمة بين النخب الإقليمية وبالتالي تعميق فهمهم المتبادل وعلاقاتهم الشخصية.

### حركة عدم الانحياز
كانت إندونيسيا أيضًا واحدة من مؤسسي حركة عدم الانحياز واتخذت مناصب معتدلة في مجالسها. وبصفته رئيسًا لحركة عدم الانحياز في الفترة 1992-1995، فقد قادت مواقف الحركة بعيدًا عن خطاب المواجهة بين الشمال والجنوب، ودعت إلى توسيع التعاون بين الشمال والجنوب بدلاً من ذلك في مجال التنمية. لا تزال إندونيسيا زعيمة بارزة ومفيدة بشكل عام لحركة عدم الانحياز. نظرًا لحجمها الجغرافي والديمغرافي والقدرات المتزايدة والمبادرات الدبلوماسية، فقد وصف الخبراء إندونيسيا بأنها واحدة من القوى الوسطى في منطقة آسيا والمحيط الهادئ.

### منظمة التعاون الإسلامي
يوجد في إندونيسيا أكبر عدد من المسلمين في العالم وهي عضو في منظمة المؤتمر الإسلامي. تدرس بعناية مصالح التضامن الإسلامي في قراراتها المتعلقة بالسياسة الخارجية، لكن بشكل عام كان لها تأثير على الاعتدال في منظمة المؤتمر الإسلامي. أقام الرئيس عبد الرحمن وحيد علاقات أفضل مع إسرائيل، وفي أغسطس 2000 التقى برئيس الوزراء الإسرائيلي السابق شيمون بيريز. اعتبارًا من يناير 2006 لا يوجد رابط دبلوماسي رسمي بين إندونيسيا وإسرائيل.

### أبيك
لقد كانت إندونيسيا داعمًا قويًا لمنتدى التعاون الاقتصادي لآسيا والمحيط الهادئ. من خلال جهود الرئيس سوهارتو في اجتماع عام 1994 في إندونيسيا، وافق أعضاء أبيك على تطبيق التجارة الحرة في المنطقة بحلول عام 2010 للاقتصادات الصناعية و2020 للاقتصادات النامية. كأكبر اقتصاد في جنوب شرق آسيا، تنتمي إندونيسيا أيضًا إلى مجموعات اقتصادية أخرى مثل مجموعة العشرين و8 دول نامية.

### مجموعة العشرين
في عام 2008 تم قبول إندونيسيا كعضو في مجموعة العشرين، باعتبارها الدولة الوحيدة الأعضاء في رابطة الآسيان في المجموعة. من خلال عضويتها في القوة الاقتصادية العالمية التي تمثل 85 ٪ من الاقتصاد العالمي تحرص إندونيسيا على أن تضع نفسها على لسان حال دول الآسيان، وممثلة للعالم النامي في مجموعة العشرين.

## الفرق المعنية بإندونيسيا
بعد عام 1966 رحبت إندونيسيا بالعلاقات الوثيقة مع مجتمع المانحين وحافظت عليه، خاصة الولايات المتحدة وأوروبا الغربية وأستراليا واليابان، من خلال الفريق الاستشاري المعني بإندونيسيا وخليفتها التاريخية، والفريق الحكومي الدولي المعني بإندونيسيا، والتي قدمت مساعدات اقتصادية خارجية كبيرة. مشاكل في تيمور وإندونيسيا اصطنعت حالة من التردد في تنفيذ الإصلاح الاقتصادي، وعقد علاقة اندونيسيا مع المانحين.

## النزاعات الدولية
يوجد في إندونيسيا العديد من الجزر النائية والبعيدة التي يسكنها العديد من مجموعات القراصنة التي تهاجم بانتظام السفن في مضيق ملقا في الشمال، وطواقم الصيد غير القانونية المعروفة باختراق المياه الأسترالية والفلبينية. في حين أن المياه الإندونيسية نفسها هي هدف للعديد من أنشطة الصيد غير القانونية التي تقوم بها العديد من السفن الأجنبية. يوجد في إندونيسيا بعض النزاعات الإقليمية الحالية والتاريخية مع الدول المجاورة، مثل:
- كتلة أمبالات: في نزاع مع ماليزيا (خط أي أي زد مستمر متداخل ومرسوم من كلا البلدين).
- جزر أشمور وكارتييه: في نزاع مع أستراليا (مستمر، الجزر المعروفة عند الإندونيسيين باسم بولاو باسير).
- جزيرة فاتو سيناي (بولاو باتيك): متنازع عليها سابقًا مع تيمور الشرقية (استقرت تيمور الشرقية بعد أن تنازلت الجزيرة لإندونيسيا في أغسطس 2004).
- ميانجاس (لاس بالماس): متنازع عليها سابقًا مع جزر الفلبين (استقرت)
- المياه الشمالية قبالة جزر ناتونا: في نزاع مع الصين وتايوان (مستمرة، متداخلة مع مطالبة خط تسعة داش الصينية).
- جزر سيبادان وليجيتان: متنازع عليها سابقًا مع ماليزيا (تمت تسويتها، وهي جزء من أراضي ماليزيا وفقًا لقرار محكمة العدل الدولية في عام 2002).